# 677 Aaltje
677 Aaltje је астероид главног астероидног појаса. Приближан пречник астероида је 28,87 ,
а средња удаљеност астероида од Сунца износи 2,953 астрономских јединица (АЈ).
Инклинација (нагиб) орбите у односу на раван еклиптике је 8,488 степени, а орбитални период износи 1854,129 дана (5,076 година). Ексцентрицитет орбите астероида износи 0,050.
Апсолутна магнитуда астероида износи 9,70 а геометријски албедо 0,279.
Астероид је откривен 18. јануара 1909. године.